# توقيت الجزائر
|  | ت ع م−01:00 | توقيت الرأس الأخضر                                                                |
|  | ت ع م±00:00 | توقيت غرب أوروبا، توقيت غرينيتش                                                   |
|  | ت ع م+01:00 | توقيت وسط أوروبا، توقيت غرب إفريقيا، توقيت غرب أوروبا الصيفي                      |
|  | ت ع م+02:00 | توقيت شرق أوروبا، توقيت وسط إفريقيا، توقيت غرب إفريقيا الصيفي، توقيت جنوب إفريقيا |
|  | ت ع م+03:00 | التوقيت العربي القياسي، توقيت شرق إفريقيا                                         |
|  | ت ع م+04:00 | توقيت موريشيوس، توقيت سيشل                                                        |

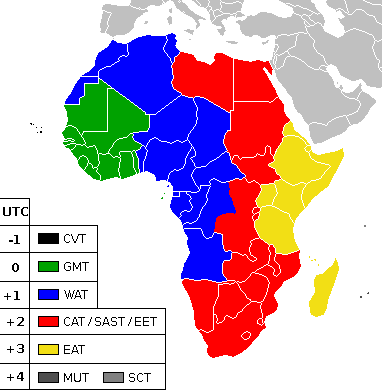
خريطة التوقيت في دولة إفريقيا (الجزائر بالأزرق)

توقيت الجزائر أو توقيت الجزائر الرسمي هو المنطقة الزمنية للجزائر. إنه قبل ساعة واحدة من توقيت غرينتش / التوقيت العالمي المنسق (UTC+01:00) وهو منسجم مع تونس المجاورة.

## قاعدة بيانات المنطقة الزمنية
تحتوي قاعدة بيانات المنطقة الزمنية على منطقة واحدة للجزائر في ملف zone.tab.
| إحداثيات    | TZ*           | التوقيت القياسي | التوقيت الصيفي |
| ----------- | ------------- | --------------- | -------------- |
| +3647+00303 | توقيت الجزائر | ت ع م+01:00     | لم يلاحظ       |